# Gears of War: Judgment
Gears Of War: Judgement é um jogo eletrônico de tiro em terceira pessoa desenvolvido pela Epic Games e People Can Fly como o quarto título da série Gears of War. A Microsoft Studios decidiu publicar jogo para Xbox 360 em alguns estados do Brasil em 19 de março de 2013 e as regiões posteriores em seguida, mais tarde no mesmo mês.É o Quarto jogo da série Gears of War.
Em 4 de junho de 2012, a Microsoft anunciou oficialmente o desenvolvimento de Gears of War: Judgement na conferência de imprensa da empresa durante a E3 de 2012, demonstrando os futuros recursos multiplayer. As armas do game foram as mesmas do anterior e o rifle de assalto padrão da CGO continuou sendo o lancer com uma serra elétrica embaixo capaz de atacar os inimigos da forma mais sanguinária possivel com varios tipos de ataques diferentes, também há o rifle lancer retro, os melhores tipos de armas são as escopetas e os rifles sniper como o markza e o longshot ,um rifle que por sinal é baseado no rifle de precisão AWP ,o longshot é o rifle mais poderoso do jogo em relação ao markza Antes do anúncio da Microsoft, os jornalistas de videogames já haviam anunciado que o seguimento da cronologia dos eventos teria uma data anterior às outras versões da franquia, e que o prequel teria Damon Baird e Augustus Cole como protagonistas.
Gears of War: Judgement recebeu reações favoráveis dos críticos, embora menos positivos que seus antecessores. Os críticos citaram o modo multijogador, o visual e a ação do jogo como pontos fortes, mas criticaram a narrativa e a duração da campanha, bem como o fracasso do jogo em inovar a jogabilidade da série. Em agosto de 2013, vendeu mais de 1 milhão de cópias.